# Готель Ріц (Париж)
48°52′05″ пн. ш. 2°19′44″ сх. д. / 48.86797° пн. ш. 2.32889° сх. д.

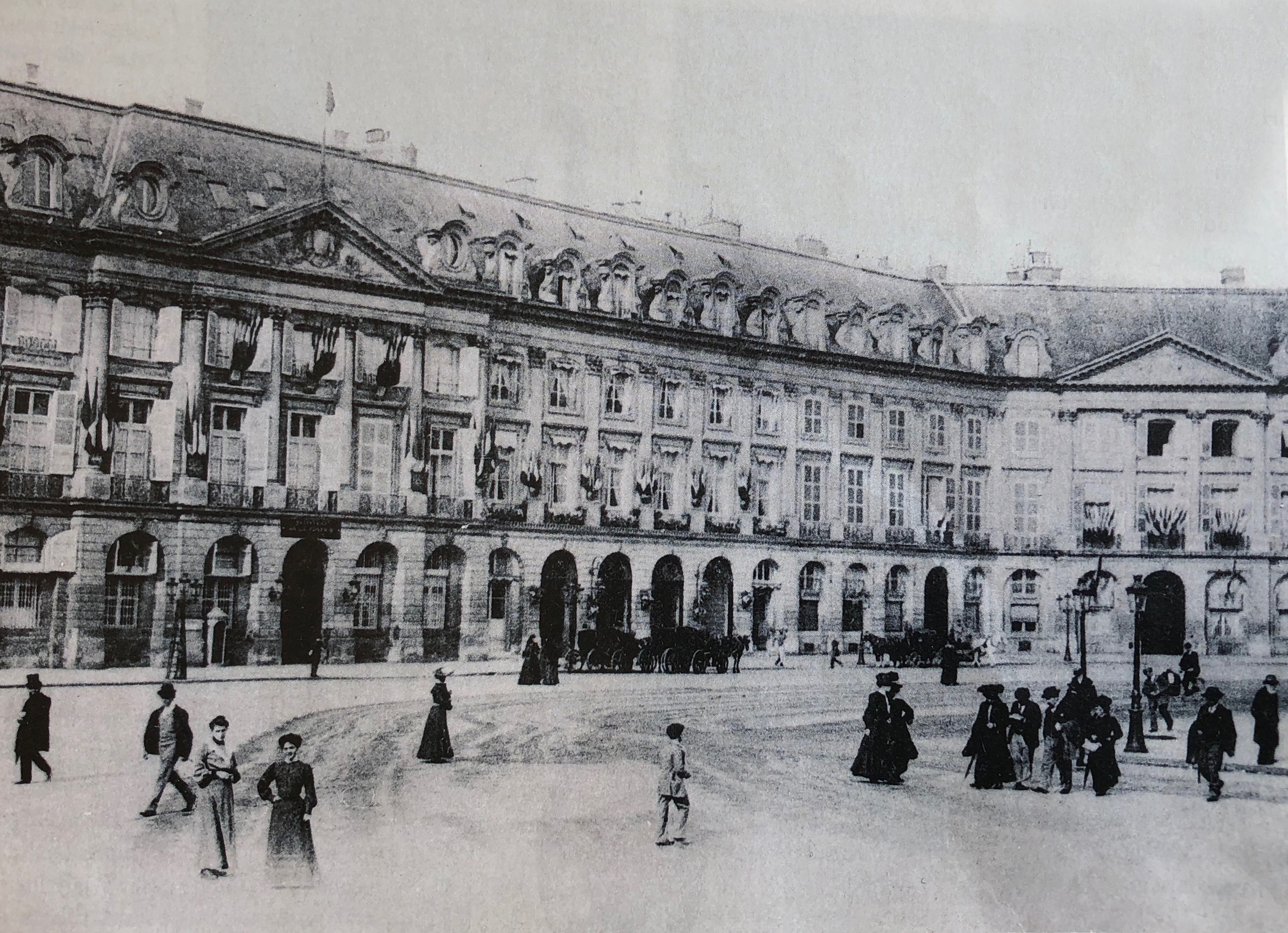
Готель близько 1900 року

Готель Ріц (Hôtel Ritz) у Парижі — легендарний французький гранд-готель на Вандомській площі № 15, який відкрився в 1898 році. Входить до мережі "Провідних готелів світу (The Leading Hotels of the World), що об'єднує близько 400 готелів у 80 країнах світу.

## Історія
Місце сучасного готелю на Вандомській площі (будинок 15) було придбано 3 лютого 1705 року Антуаном Біто де Вайє у міста Парижа за 35 000 ліврів. Будівля була переобладнана в Hotel de Gramont. У 1854 році цей будинок придбали брати Еміль та Ісаак Перейр, які перенесли сюди штаб-квартиру свого інвестиційного банку Société Générale du Crédit Mobilier, заснованого в 1852 році. Після проміжної фази як Hotel de Lazun у березні 1897 року Цезар Ріц придбав цю нерухомість та доручив архітектору Шарлю Мевесу привести її до найновіших структурних стандартів. При перебудові зберігся фасад, споруджений за проєктом архітектора Вандомської площі Жуля Ардуена-Мансара. Відкриття готелю відбулося 5 червня 1898 року за участю видатних особистостей з усього світу. Меблі, сервіс і атмосфера в стилі модерн запропонували haute société найвищу якість. Згодом як синонім розкошів стало вживатися англійське слово ritzy.
Сезар Ріц найняв для готелю Огюста Ескоф'є, найкращого французького шеф-кухаря, з яким вже був знайомий раніше.
Син засновника, Шарль Ріц, керував готелем до своєї смерті в липні 1976 року, після чого керувала його дружина Монік Ріц. На цьому етапі рівень готелю знизився. У 1979 році Монік Ріц через відсутність нащадків продала на той час збитковий готель єгипетському мільярдеру Мохамеду Аль-Файєду за 20 мільйонів доларів США. У 1980 році той розпочав реконструкцію вартістю 250 мільйонів доларів, яка тривала до 1987 року, проте готель у цей час продовжував діяти.
З липня 2012 року по червень 2016 року в готелі була проведена повторна реконструкція; витрати оцінювали приблизно у 200 мільйонів євро. Аль-Файєд забезпечив фінансування завдяки продажу лондонського універмагу класу люкс Harrods за 1,7 мільярда євро в травні 2010 року . Відтоді під Вандомською площею просто до підземної автостоянки готелю вів тунель, таким чином звичайні перехожі не могли бачити відомих гостей готелю. Повторне відкриття мало відбутися восени 2015 року, але також було відкладене через пожежу в січні 2016 року. З червня 2016 року готель знову приймає гостей.
У січні 2018 року п'ятеро грабіжників напали на вхідну зону готелю, де були виставлені предмети розкоші, та розбили сокирами вітрини; поліція затримала трьох нападників. Викрадені предмети були оцінені в чотири з половиною мільйони євро. З 17 квітня 2018 року протягом кількох днів на аукціоні було виставлено понад 10 000 предметів меблів та меблів до ремонту 2016 року; надходження становили 7,3 млн євро.

## Відомі гості
Готель пов'язаний із його відомими гостями, такими як Рудольф Валентино, Марсель Пруст, Ернест Гемінґвей і Коко Шанель, яка жила тут із 1936 року до своєї смерті в 1971 році та називала готель ma maison («мій дім»). Повідомляється, що гість готелю Ернест Гемінґвей сказав: "Коли я мрію про життя після смерті, це завжди в Ріці у Парижі". Леді Діана Спенсер зупинялася в готелі 31 серпня 1997 року в останні години свого життя.

## Місткість
До 2012 року готель Ritz мав загалом 106 номерів та 55 люксів, з 2016 року — 142 номери, у тому числі 71 люкс. Тут є зірковий ресторан L'Espadon, кілька барів, ландшафтний внутрішній дворик і оздоровчий клуб.

## Класифікація готелів
Готель Ritz має статус п'ятизіркового готелю. У травні 2011 року французьке туристичне агентство Atout France присудило лише п'яти готелям у Парижі (зокрема сусіднім із Ріцом Park Hyatt Vendôme та Hôtel Le Meurice) категорію «Palace Hotel»; Ріц був знехтуваний і зберіг свій попередній статус.

## У популярній культурі
Готель надихнув Ірвінга Берліна на створення популярної композиції Puttin' on the Ritz 1929 року. Назва містить розмовну англійську фразу puttin 'on the Ritz, що означає «одягатися в Ріці». Готель став знімальним майданчиком для таких фільмів, як Ein sweeter Fratz (1957), Як вкрасти мільйон? (16 вересня 1966), обидва з Одрі Гепберн, або Код да Вінчі (18 травня 2006), також деякі сцени з фільму Північ у Парижі (18 серпня 2011) грали в номерах цього готелю.
Бар готелю Hemingway відомий коктейлем «Серендіпіті» з шампанського і кальвадосу.